# Усачёв, Игорь Григорьевич
И́горь Григо́рьевич Усачёв (1920 — 2000) — советский дипломат, учёный-международник, американист. Чрезвычайный и полномочный посол.

## Биография
Окончил Московский авиационный институт (1943) и Высшую дипломатическую школу МИД СССР (1947). Доктор исторических наук (1978), заслуженный работник культуры РСФСР (1980). На дипломатической работе с 1947 года.
- В 1947—1951 годах — сотрудник миссии СССР в Таиланде.
- В 1951—1956 годах — на ответственной работе в центральном аппарате МИД СССР.
- В 1956—1958 годах — советник Постоянного представительства СССР при ООН.
- В 1958—1964 годах — на ответственной работе в центральном аппарате МИД СССР.
- В 1964—1967 годах — советник-посланник Посольства СССР во Франции.
- В 1967—1968 годах — на ответственной работе в центральном аппарате МИД СССР.
- С 16 апреля 1968 года по 29 декабря 1970 года — чрезвычайный и полномочный посол СССР в Демократической Республике Конго[3].
- В 1971—1981 годах — на ответственной работе в центральном аппарате МИД СССР.

С 1981 года — в отставке. С 1978 года — на научно-преподавательской работе в МГИМО.

## Публикации
- США: Милитаризм и разоружение. От конфронтации к переговорам. — М.: Международные отношения (1974).
- Здесь добывают алмазы // На суше и на море. 1974 — М.: Мысль (1974)
- Советский Союз и проблемы разоружения. — М.: Международные отношения (1976).
- Международная разрядка и США. — М.: Мысль (1980).
- Джон Фостер Даллес: политический миф и реальность. — М.: Мысль (1990).